# John Nietner
John Nietner (Potsdam, ... – 1874) è stato un naturalista ed entomologo tedesco.
Era un proprietario di piantagioni a Ceylon e ha descritto molte nuove specie di insetti dall'isola.

## Opere
- J. Asiat. Soc. Bengal 25: 381-394, 523-554 (1856).
- Ann. Mag. Nat. Hist. (2)19: 241-249, 374-388 (1857).
- J. Asiat. Soc. Bengal 26: 132-153 (1857).
- Ann. Mag. Nat. Hist. (3)2: 175-183, 418-431 (1858).
- Observations on the enemies of the coffee tree in Ceylon. Colombo, Ceylon : 31 pp. (1861).
- The coffee tree and its enemies: being observations on the natural history of the enemies of the coffee tree in Ceylon. Colombo : A.M. & J. Ferguson (1880).

## Collezioni
La sua collezione di insetti è nel Museum für Naturkunde a Berlino e nel Deutsches Institut Entomologisches.